# Kościół św. Michała w Hamburgu
Kościół św. Michała w Hamburgu (niem. Hauptkirche Sankt Michaelis (Hamburg)) – kościół ewangelicko-luterański, najbardziej znany spośród pięciu głównych kościołów Starego Miasta. Jego wysoka wieża, zakończona smukłą, miedzianą kopułą, zwana pieszczotliwie „Michel“, postrzegana była przez stulecia przez przybywających od strony morza jako pierwszy, rozpoznawalny symbol miasta. Tak jest również i dzisiaj, gdy jego wieża wraz z pięcioma innymi wysokich wieżami (wieże pięciu głównych kościołów oraz wieża ratuszowa) dominuje, niczym korona, nad zabudową centrum Hamburga. Wieże te są zarazem nielicznymi, ocalałymi ze zniszczeń wojennych, świadkami szczególnej historii tego hanzeatyckiego miasta.
Kościół św. Michała jest głównym kościołem Nowego Miasta (Neustadt), „nowej” zachodniej dzielnicy Hamburga, wśród której, po zniszczeniach wojennych, wznosi się samotnie niczym pomnik tuż przy Ost-West-Straße, nowym ciągu komunikacyjnym przecinającym dawną dzielnicę miasta na dwie części.
Kościół św. Michała jest najważniejszym i najpiękniejszym kościołem barokowym w północnych Niemczech. Jest przy tym główną świątynią protestancką Niemiec obok drezdeńskiego kościoła Najświętszej Maryi Panny. Żadna inna budowla w Hamburgu nie cieszy się taką renomą jak ten najmłodszy spośród jego pięciu głównych kościołów. W nim świętowano zakończenia wojen i przyjmowano cesarza jako honorowego gościa podczas ponownego poświęcenia w 1906 roku.
Nad głównym portalem umiejscowiony jest wielki, brązowy posąg patrona świątyni, Archanioła Michała, przedstawiający jego zwycięstwo nad diabłem. Kościół położony jest na obszernym placu pomiędzy Ludwig-Erhard-Straße, Krayenkamp i Englischer Planke.

## Historia
Obecna budowla jest trzecią w tym miejscu.
- ok. 1600 – poza murami miejskimi wzniesiono kaplicę cmentarną św. Michała. Kaplica miała dzwonek i wiatrowskaz; w 1606 roku kaplicę przebudowano na niewielki kościółek.
- 1605 – pierwsze regularne nabożeństwa w kaplicy cmentarnej.
- 1647 – pod koniec wojny trzydziestoletniej mistrzowie budowlani Christoph Corbinus i Peter Marquardt rozpoczęli budowę pierwszego kościoła św. Michała, 200 m na zachód od kaplicy, już w obrębie murów miejskich na terenie Nowego Miasta (Neustadt), które od 1625 roku dynamicznie się rozwijało, również pod względem demograficznym. Kościół zaczął być z czasem nazywany “Große Michel“ (“Duży Michał“) a kościółek cmentarny – „Kleine Michel” („Mały Michał”).
- 1661 – kościół św. Michała został ukończony. „Kleine Michel” tymczasem stracił znaczenie, podupadł i w 1747 roku został rozebrany.

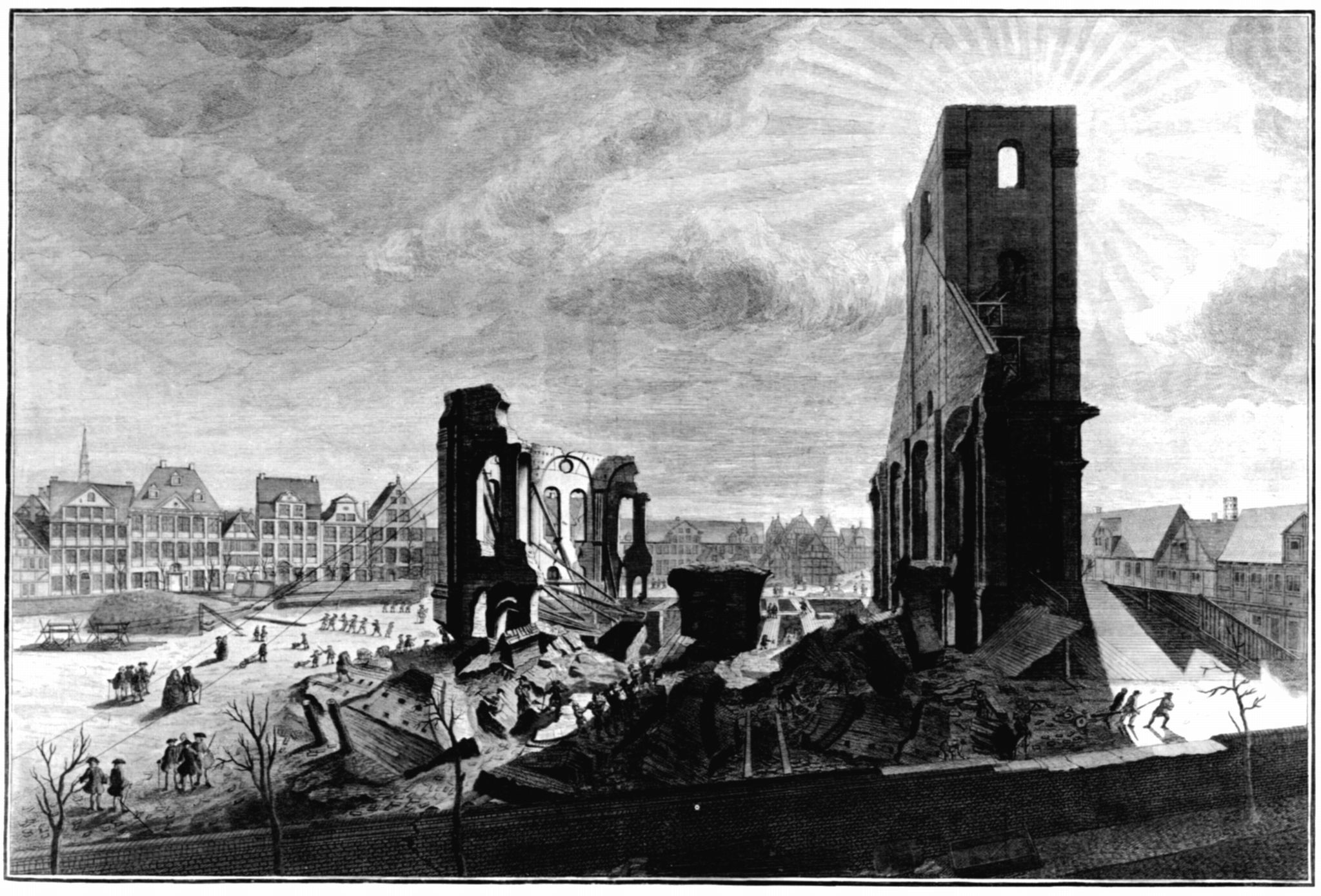
Ruiny kościoła św. Michała po pożarze w 1750 r.

- 1685 – Kościół św. Michała stał się obok kościołów: św. Piotra, św. Mikołaja, św. Katarzyny i św. Jakuba piątym (najmłodszym) kościołem Starego Miasta w Hamburgu; stał się też kościołem parafialnym.
- 1750 – 10 marca kościół spłonął od uderzenia pioruna[1].
- 1751 – mistrzowie budowlani Prey i Sonnin rozpoczęli odbudowę kościoła w stylu barokowym[1].
- 1754 – z prywatnej darowizny senatora Vogta został odbudowany „Kleine Michel” jako kościół tymczasowy dla parafii św. Michała.
- 1762 – 19 października miała miejsce uroczysta konsekracja nowo odbudowanego Kościoła Głównego św. Michała, jako drugiego kościoła w tym miejscu. Budowla przypominała bardziej pałac niż kościół. Wnętrze kościoła zaprojektował Cord Möller<[1].
- 1777 – 1786 – Sonnin wzniósł wysoką wieżę kościelną (konstrukcji drewnianej) z kopułą pokrytą miedzianą blachą. Podczas budowy nie użyto rusztowań[1]. W tej formie kościół znany jest do dzisiaj.
- 1802 – Johann Friedrich Benzenberg przeprowadził na wieży kościelnej eksperyment fizyczny, mający wykazać ruch obrotowy Ziemi.
- 1906 – 3 lipca na wieży kościelnej podczas prac budowlano-remontowych został zaprószony ogień. Płonąca wieża runęła na nawę, powodując jej pożar. Kościół spłonął aż do fundamentów. Pozostały tylko fragmenty murów.
- 1906 – 1912 – kościół św. Michała zostaje odbudowany, jako trzeci kościół w tym miejscu. Odbudowa była wierną rekonstrukcją historyczną, ale z użyciem nowoczesnych materiałów budowlanych jak stal i beton.
- 1912 – 19 października kościół św. Michała został ponownie konsekrowany i otwarty.
- Podczas drugiej wojny światowej cała okolica kościoła została dotkliwie zniszczona, podczas gdy sam kościół pozostał prawie nietknięty.
- 1945 – 11 marca kościół został trafiony bombami w wyniku nalotów alianckich.
- 1945-1952 – odbudowa świątyni.
- 1955 – 10 lipca miała miejsce konsekracja odbudowanego kościoła; do jego odbudowy walnie przyczynili się francuscy chrześcijanie. Z tego też względu kościół otrzymał dodatkowy patronat św. Bernarda z Clairvaux.
- 1983 – 1996 – gruntowna renowacja wieży oraz dachu.
- 2009 – rozpoczął się gruntowny remont wnętrza kościoła.

## Architektura

### Wygląd zewnętrzny

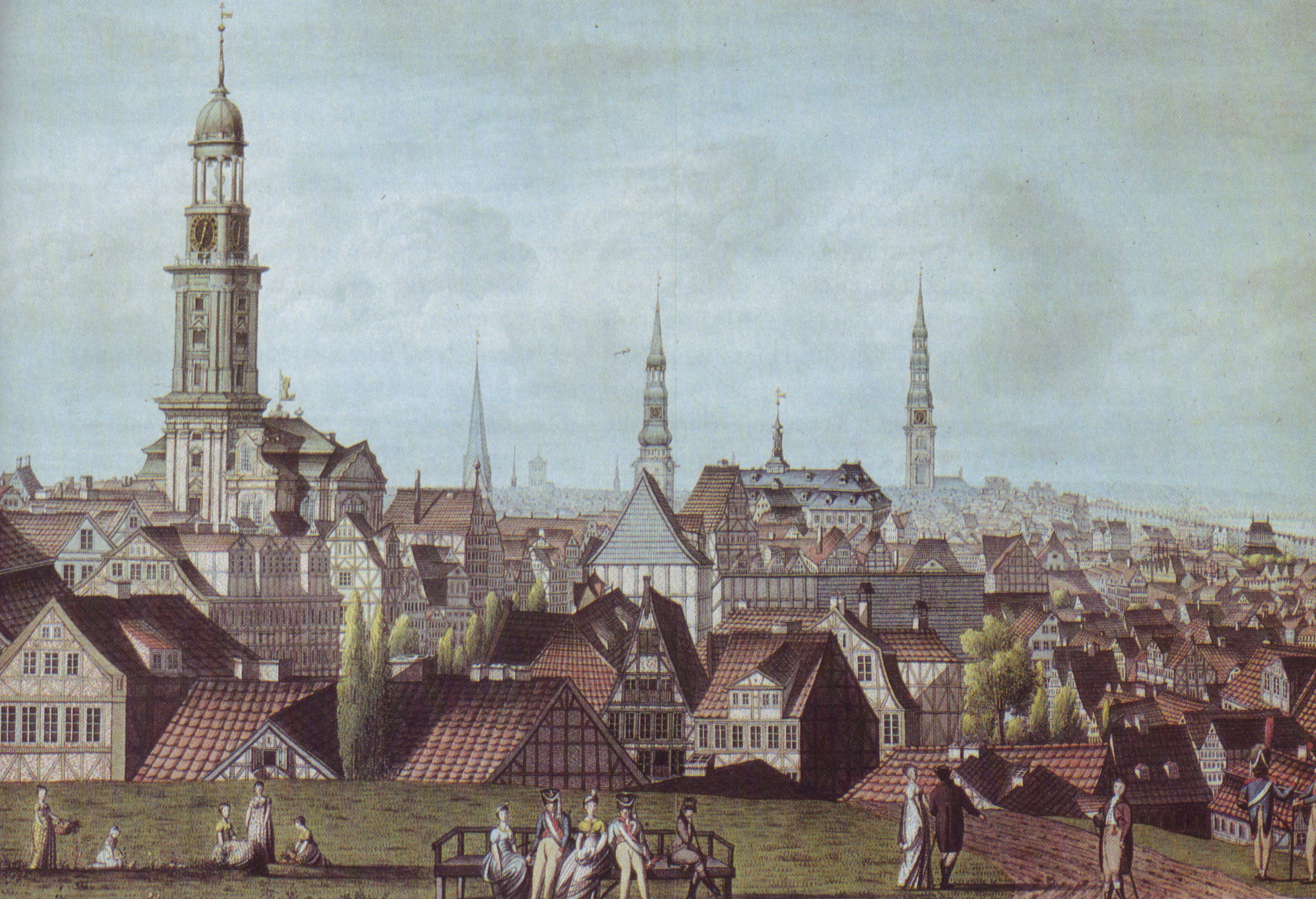
Kościół św. Michała na akwareli Johanna Marcusa Davida z 1811

Kościół św. Michała, wzniesiony w latach 1750-1762 przez Ernsta Georga Sonnina (1709-1794) i Johanna Leonharda Preya (zm. 1756) stanowi przykład dojrzałej architektury barokowej na terenie Niemiec. O ile Prey zdobył sobie reputację budowniczego nieco wcześniej wznosząc kościół św. Trójcy w dzielnicy St. Georg o tyle Sonnin był znany głównie jako teoretyk w dziedzinie matematyki i mechaniki a sławę architekta zdobył sobie później, po ukończeniu budowy kościoła św. Michała.
24 maja 1751 obaj architekci przedłożyli plany budowy nowej świątyni. Ze starego kościoła wykorzystano tylko fundamenty, które determinowały wymiary nowo wznoszonej budowli. Prey wykorzystał swoje wcześniejsze doświadczenia budowlane, natomiast Sonnin zgłębiał zapiski architektoniczne Leonarda Christopha Sturma (1669-1719), pierwszego teoretyka protestanckich budowli kościelnych. To połączenie teorii i praktyki miało dać w praktyce doskonałe efekty. To połączenie teorii i praktyki obu głównych architektów miało dać w praktyce doskonałe efekty. Sonnin był prawdopodobnie odpowiedzialny za stronę techniczno-funkcjonalną wznoszonej budowli, podczas gdy Prey skoncentrował się bardziej na projekcie artystycznym. Główne okna nawy środkowej i naw bocznych są wysoce oryginalne i przypominają z wyglądu podwójny portal z plebanii kościoła św. Katarzyny, który Sonnin zbudował w latach 1750-1754. Wijące się linie galerii były prawdopodobnie inspiracją pracami drezdeńskiego architekta Andreasa Adama, którą Sonnin wykorzystał jeszcze przy przebudowie galerii w hamburskim kościele św. Trójcy. Zewnętrzna część kościoła św. Michała, zwłaszcza prezbiterium i przypominające pilastry przypory były pozostałością wcześniejszej budowli. Problemy pojawiły się natomiast przy konstrukcji sklepień i dachu świątyni. Sklepienia miały być pierwotnie wykonane z drewna, ale w 1753, kiedy budynek został wzniesiony do wysokości gzymsu, gildia ciesielska skrytykowała strukturalną słabość zaplanowanej konstrukcji dachu. Rozważny komitet budowy kościoła zlecił zatem wykonanie niezbędnych poprawek. W tym celu zasięgnięto w 1754 opinii renomowanych, drezdeńskich architektów, m.in. Johanna Georga Schmidta i Otto Reuße. Sonnin i Prey również dokonali własnych poprawek. Sonnin zaproponował m.in. krzyżującą się kopułę z latarnią żeby odciążyć punkt przecięcia się krawędzi dachowych zaś później zaproponował dach czterospadowy zamiast mansardowego. Jednak komitet budowlany przyjął ostatecznie we wrześniu 1756 projekt nadwornego hanowerskiego architekta Johanna Paula Heumanna, któremu udało się pomyślnie rozwiązać wszystkie problemy konstrukcyjne dachu kościoła. Uroczystość zawieszenia wiechy miała miejsce 20 grudnia 1756. Nieco wcześniej (1 grudnia) zmarł Prey, Sonnin ponosił więc od tej chwili jedyną odpowiedzialność za dokończenie budowy. Prace budowlane przebiegły sprawnie i kościół był już gotowy w roku 1762. 19 października 1762 odbyła się jego konsekracja.
Kościół św. Michała jest barokową budowlą centralną opartą na planie zwartego krzyża łacińskiego z monumentalną wieżą zachodnią. Podstawowym budulcem korpusu świątyni jest czerwona cegła. Podstawy kolumn, ścian i obramowania portali i okien oraz gzymsy są wykonane z jasnego piaskowca. Kościół zachowuje zasadniczo swój wygląd z 1906; zastąpiono jedynie zniszczone cegły cegłą maszynową oraz wymieniono pierwotne, drewniane gzymsy na betonowe. Jednolitość wystroju zewnętrznego podkreślają ogromne pilastry w porządku kompozytowym, flankujące okna świątyni. Budowla przekryta jest mansardowym dachem z lukarnami, pokrytym miedzianą blachą. Ściany nawy głównej przeprute są ogromnymi, podwójnymi oknami, natomiast okna transeptu są mniejsze i pojedyncze. Wszystkie okna są bogato dekorowane.

### Wieża

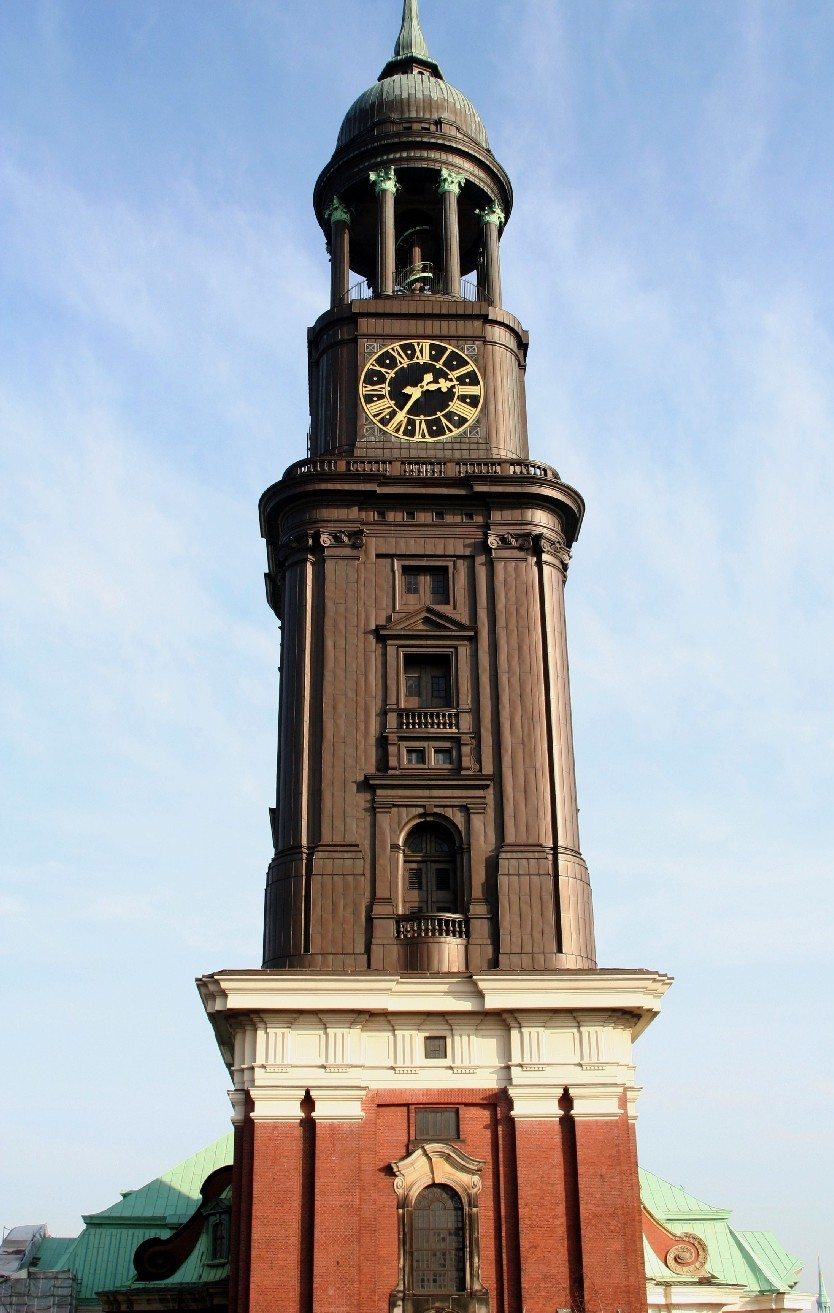
Wieża kościoła św. Michała

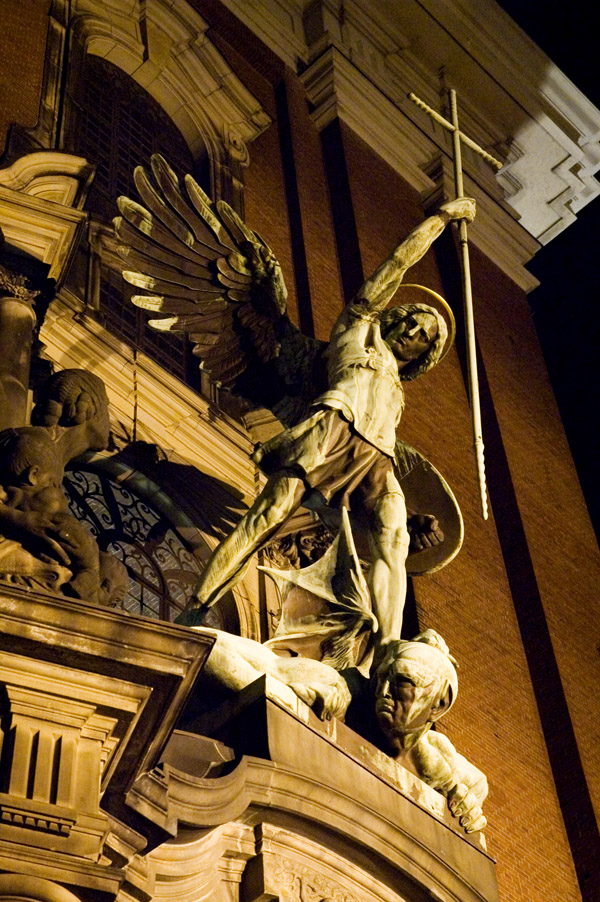
Rzeźba św. Michała Archanioła

Wysoka na 132,14 m, charakterystyczna wieża kościoła św. Michała jest trzecią pod względem wysokości wieżą kościelną w Hamburgu (po wieży kościoła św. Mikołaja i św. Piotra) i jedną z najwyższych na świecie. Konstrukcja wieży była pierwotnie drewniana (ze względów finansowych), ale po pożarze w 1906 roku zmieniono ją na ogniotrwałą – stalowo-betonową. Wieża stanowi nieodłączny element sylwetki architektonicznej Hamburga będąc od stuleci punktem orientacyjnym dla wpływających do portu statków. Dwa razy dziennie, o godz. 10.00 i 21.00 rozbrzmiewa z niej hejnał.
Wieża jest trzykondygnacyjna, stopniowo zwężająca się ku górze, wzniesiona na planie kwadratu. Ze względu na swe rozmiary i monumentalizm założenia wydaje się ona jakby odrębnym architektonicznie dziełem, niezależnym od reszty kościoła, przeznaczonym raczej dla miasta niż dla niego. Jej jasny i prosty język formalny, właściwie już neoklasyczny również dodaje jej osobnej jakości.
Kondygnacja parterowa wieży, oszczędna i surowa w wyrazie, oblicowana u podstawy ciosami kamiennymi jest utrzymana porządku doryckim, którego wyrazem są podwójne, narożne pilastry, podtrzymujące masywny gzyms, sięgający kalenicy dachu nawy głównej kościoła.
Głównym akcentem architektonicznym jej fasady jest imponujący, neobarokowy portal wejściowy z 1908, flankowany dwiema parami kolumn w porządku doryckim. Nad drzwiami portalu znajduje się wielki, półokrągły witraż, którego oprawa pochodzi z wcześniejszego kościoła. Nad portalem umieszczono bogatą dekorację rzeźbiarską, której głównym elementem jest, wspomniana na wstępie, wykonana z brązu, rzeźba św. Michała Archanioła zabijającego smoka, dzieło Augusta Vogla z Berlina.
Smukła druga kondygnacja (dzwonnica), o zaokrąglonych narożnikach, jest również flankowana pilastrami, tym razem w porządku jońskim, po trzy w każdym narożniku.
Trzecia kondygnacja, najmniejsza, w formie sześcianu, również z zaokrąglonymi narożnikami, zawiera mechanizm zegarowy.
Całość jest zwieńczona wysoką, okrągłą glorietą składającą się z ośmiu kolumn podtrzymujących hełm w kształcie kopuły, zakończony wysoką iglicą i zwieńczoną krzyżem. 
W gloriecie, na wysokości 82 m (106 m n.p.m.), znajduje się platforma widokowa, z której rozciąga się widok na całe miasto. Można się na nią dostać windą (zainstalowaną w 1907) albo wspiąć się po 453 stopniach schodów.
W latach 1983–1996 dokonano renowacji wieży. Pokryto ją na nowo miedzianą blachą. Po północnej stronie wieży znajduje się wykonany z brązu pomnik Marcina Lutra, dzieło Otto Lessinga z 1912.

#### Zegar na wieży
Zegar na wieży kościelnej jest największym tego rodzaju w Niemczech. Wykonała go firma Ungerer ze Strasburga. Każda z jego czterech tarcz zegarowych ma 8 m średnicy. Wskazówka minutowa ma 4,91 m długości a godzinna – 3,60 m. Wskazówki ważą po 130 kg każda i są pozłacane, podobnie jak cyfry. Uzupełnieniem zegara są dwa dzwony zegarowe.

#### Dzwony
31 marca 2000 roku na wieży został zamontowany i uroczyście poświęcony tzw. Dzwon Milenijny (Jahrtausendglocke), odlany w pracowni ludwisarskiej A. Bacherta z Heilbronn. Zastąpił on wielki dzwon „Michel-Glocke”, który został zdjęty w 1917, przetopiony i użyty na cele wojenne. Z powodu częstego używania i kiepskiej jakości odlewu Dzwon Milenijny pękł na dolnej krawędzi i musiał być na nowo odlany w pracowni A. Bacherta w Karlsruhe. Pozostałe dzwony pochodzą z pracowni F. Schilling Söhne z Apoldy i zostały odlane w latach 1909-1924.
Na poszczególnych dzwonach znajdują się inskrypcje-cytaty z Biblii:
1. „Aus der Tiefe rufe ich, Herr, zu dir; denn bei dir ist die Vergebung, dass man dich fürchte. – Denn tausend Jahre sind vor dir wie der Tag, der gestern vergangen ist.“ („Z głębokości wołam do Ciebie, Panie, (…) Ty udzielasz przebaczenia, aby Cię otaczano bojaźnią“ – Ps 130 (129),1,4; Ps 90 (89),4)[7]
2. „Jesus Christus gestern und heute und derselbe auch in Ewigkeit.“ („Jezus Chrystus wczoraj i dziś, ten sam także na wieki.“ – Hbr 13,8)[8]
3. „Fahret auf in die Höhe.“ („Wypłyń na głębię“ – Łk 5,4)[9]
4. „Lobet, ihr Völker, unsern Gott; lasst seinen Ruhm weit erschallen.“(„Błogosławcie, ludy, naszemu Bogu i rozgłaszajcie jego chwałę“ – Ps 66,8)[10]
5. „Selig sind die Knechte, die der Herr, so er kommt, wachend findet.“ („Szczęśliwi owi słudzy, których Pan zastanie czuwających“ – Łk 12,37)[11]
6. „Das ist ein köstlich Ding, dem Herrn danken und lobsingen deinen Namen, du Höchster.“ („Dobrze jest dziękować Panu i śpiewać imieniu Twemu, o Najwyższy“ – Ps 92 (91),2)[12]

| Nr | Nazwa                  | Rok odlania | Zakład ludwisarski         | Średnica (m) | Waga (t) | Wysokość tonu (16tel) |
| 1  | Jahrtausendglocke      | 2008        | A. Bachert, Karlsruhe      | 2,40         | 9,040    | f0 +3                 |
| 2  | Bürgerglocke           | 1924        | F. Schilling Söhne, Apolda | 1,96         | 4,911    | a0 +2                 |
| 3  | Schifffahrtsglocke     | 1924        | F. Schilling Söhne, Apolda | 1,66         | 2,850    | c1 +4                 |
| 4  | Gemeindeältestenglocke | 1909        | F. Schilling Söhne, Apolda | 1,45         | 2,012    | d1 +3                 |
| 5  | Pastorenglocke         | 1924        | F. Schilling Söhne, Apolda | 1,28         | 1,350    | e1 +2                 |
| 6  | Kirchenvorsteherglocke | 1909        | F. Schilling Söhne, Apolda | 1,22         | 1,103    | f1 ±0                 |

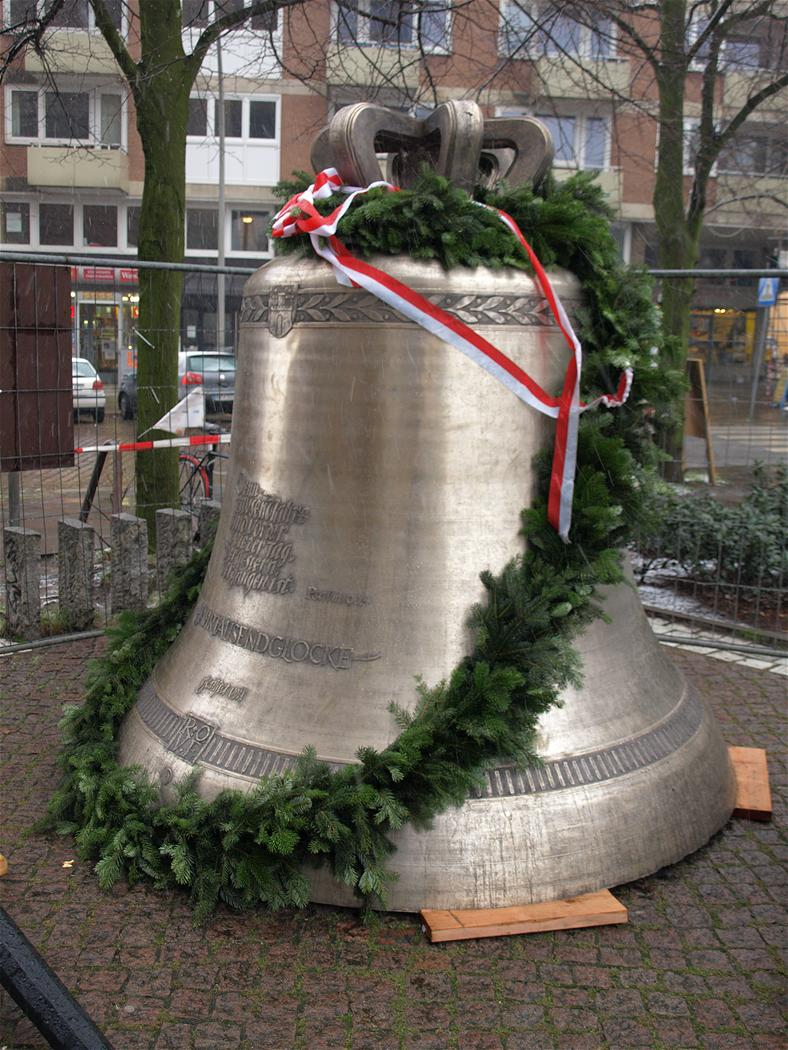
Dzwon Milenijny
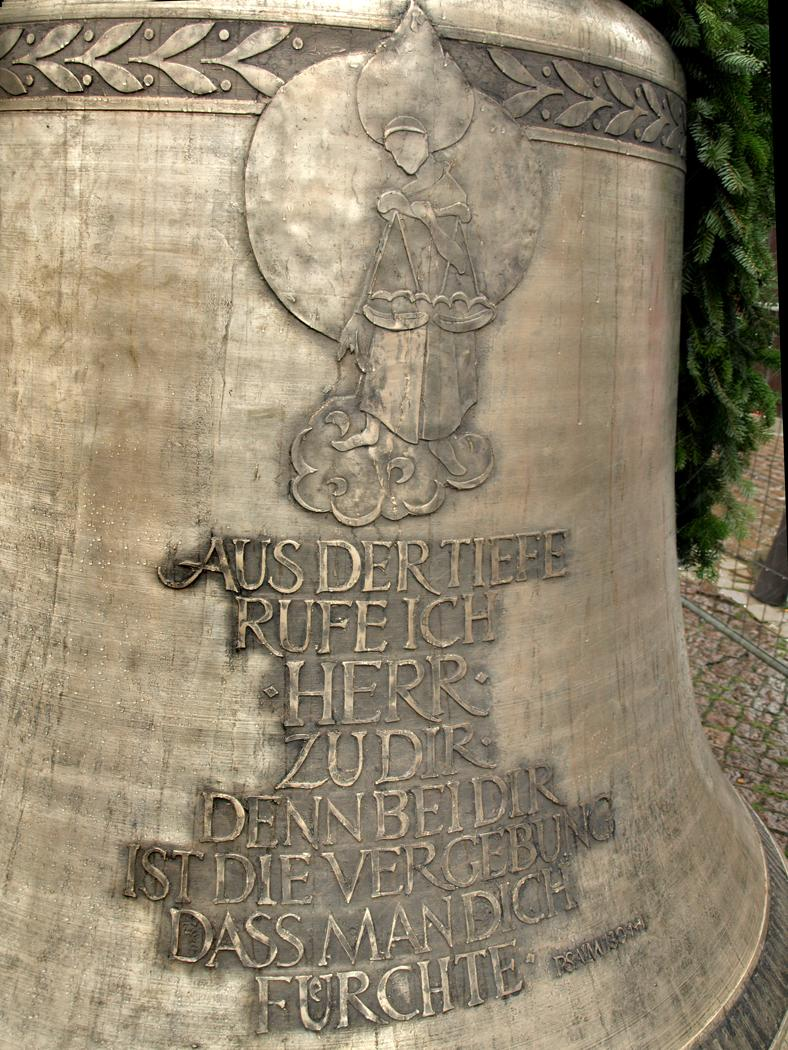
Inskrypcja na Dzwonie Milenijnym (awers)
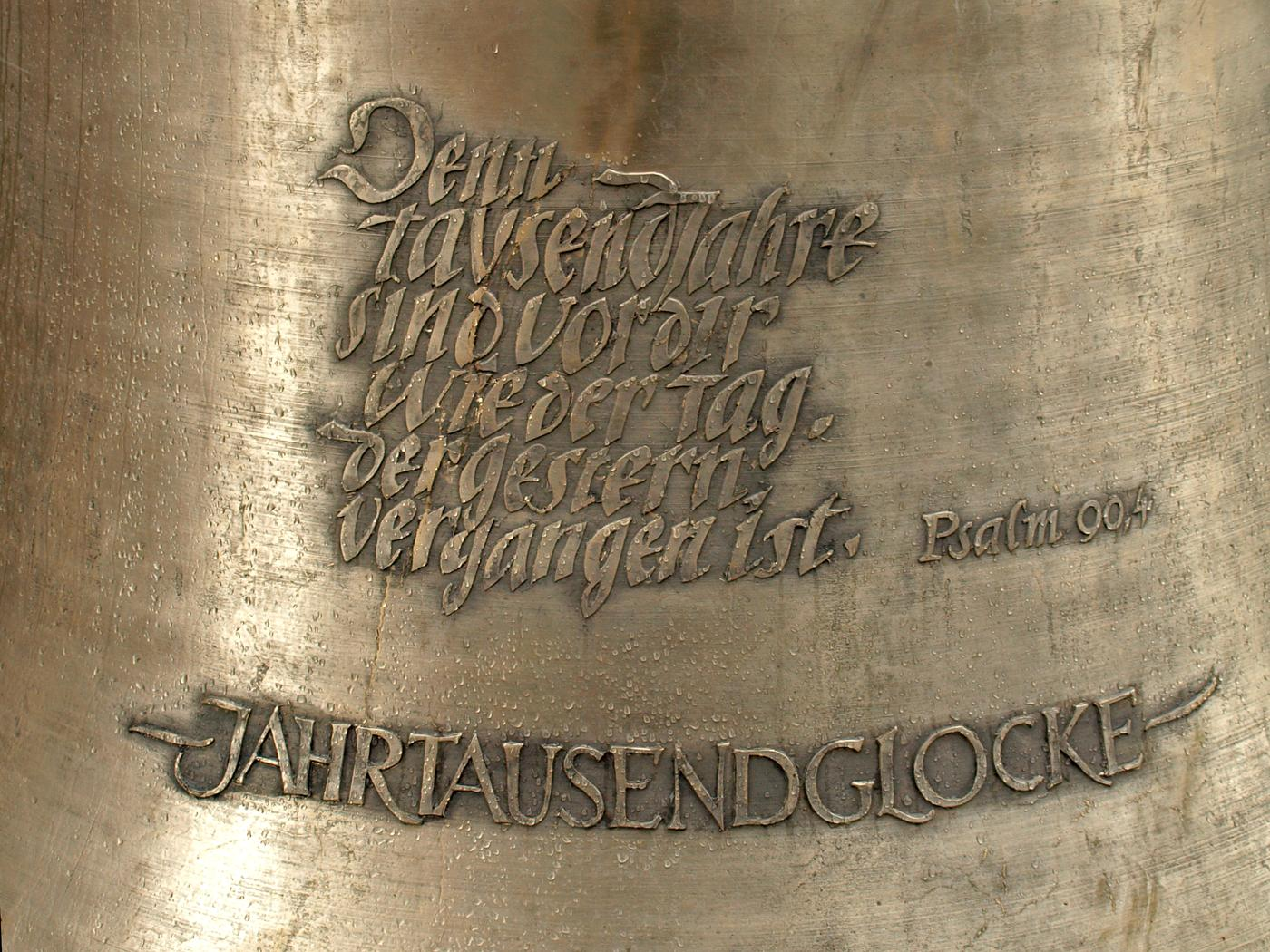
Inskrypcja na Dzwonie Milenijnym (rewers)

## Wystrój wnętrza
Mając 2500 miejsc siedzących jest kościół św. Michała największym kościołem Hamburga. Długość budowli wynosi 71 m, szerokość 51 m a wysokość nawy głównej 27 m.
Imponujące jest wnętrze świątyni. Wielkie okna w ścianach sprawiają, że pomieszczenie jest pełne światła. Beczkowe sklepienie wspiera się na czterech potężnych filarach w porządku korynckim, wydzielających ze świątyni cześć centralną, a zarazem łączących ją z transeptem. Głównym akcentem architektonicznym, organizującym przestrzeń i spajającym ją w jednolitą całość są empory, tarasowo zbudowane na planie krzyża greckiego, wijące się wokół nawy i transeptu, z wyjątkiem części ołtarzowej.
Przednia część nawy tworzy obszerne prezbiterium, położone nieco wyżej, oddzielone schodami i balustradą od nawy głównej.

### Ołtarz główny
Centralnym akcentem architektonicznym prezbiterium jest, przyciągający wzrok, neobarokowy ołtarz główny, który ma 20 m wysokości i należy do największych w Niemczech. Jest on dwukondygnacyjny i został zbudowany w 1910 przez Augusto Varnesiego z drogocennego marmuru. Obraz w dolnej, głównej kondygnacji, dzieło Ernsta Pfannschmidta z 1911, wykonany ze szklanej mozaiki, ukazuje zmartwychwstałego Chrystusa, triumfującego nad śmiercią. Oczy Zbawiciela skierowane są w stronę wiernych zaś jego ręce, otwarte w geście błogosławieństwa, zdają się mówić: „nieście życie dalej, uczyńcie kościół św. Michała kościołem wielkanocnym”. W górnej, węższej kondygnacji znajduje się ukrzyżowany Chrystus, a po jego bokach dwie figury symbolizujące Uwznioślenie (niem. Erhebung) i Pokorę (Ergebung). Całość wieńczy gołębica – wyobrażenie Ducha Świętego, otoczona złocistym wieńcem i promienistą aureolą.
Nad stołem ołtarzowym umieszczony jest brązowy, pozłacany relief przedstawiający Ostatnią Wieczerzę. Przy Stole Pańskim wierni doświadczają wspólnoty z Bogiem i pomiędzy sobą a poszczególny człowiek postrzega go jako drogę od pokory do duchowego uwznioślenia. Boczne, również pozłacane, reliefy ukazują sceny z życia Chrystusa: Chrzest, Zesłanie Ducha Świętego, Wesele w Kanie Galilejskiej i Wskrzeszenie młodzieńca z Nain.

### Chrzcielnica
Pośrodku prezbiterium znajduje się ozdobna chrzcielnica, wykonana w 1763 z białego marmuru, otoczona wokół misternie kutą kratą. Marmur pochodził z Livorno i był darem mieszkających tam kupców hamburskich. Misa chrzcielnicy jest podtrzymywana przez trzy aniołki.

### Ambona
W nawie głównej ustawione są ławki z klęcznikami a głównym akcentem architektonicznym jest tu marmurowa ambona w kształcie misternej konchy, Podobnie jak ołtarz pochodzi ona z 1910 i stanowi element nowego wyposażenia świątyni po pamiętnym pożarze z 1906. Wykonał ją a raczej odtworzył, dokładnie według pierwotnych wzorów, Otto Lessing, dodając wspaniale schody. Nad amboną umieszczony jest wydatny daszek nagłaśniający zwieńczony pozłacaną rzeźbą anioła Zwiastowania.

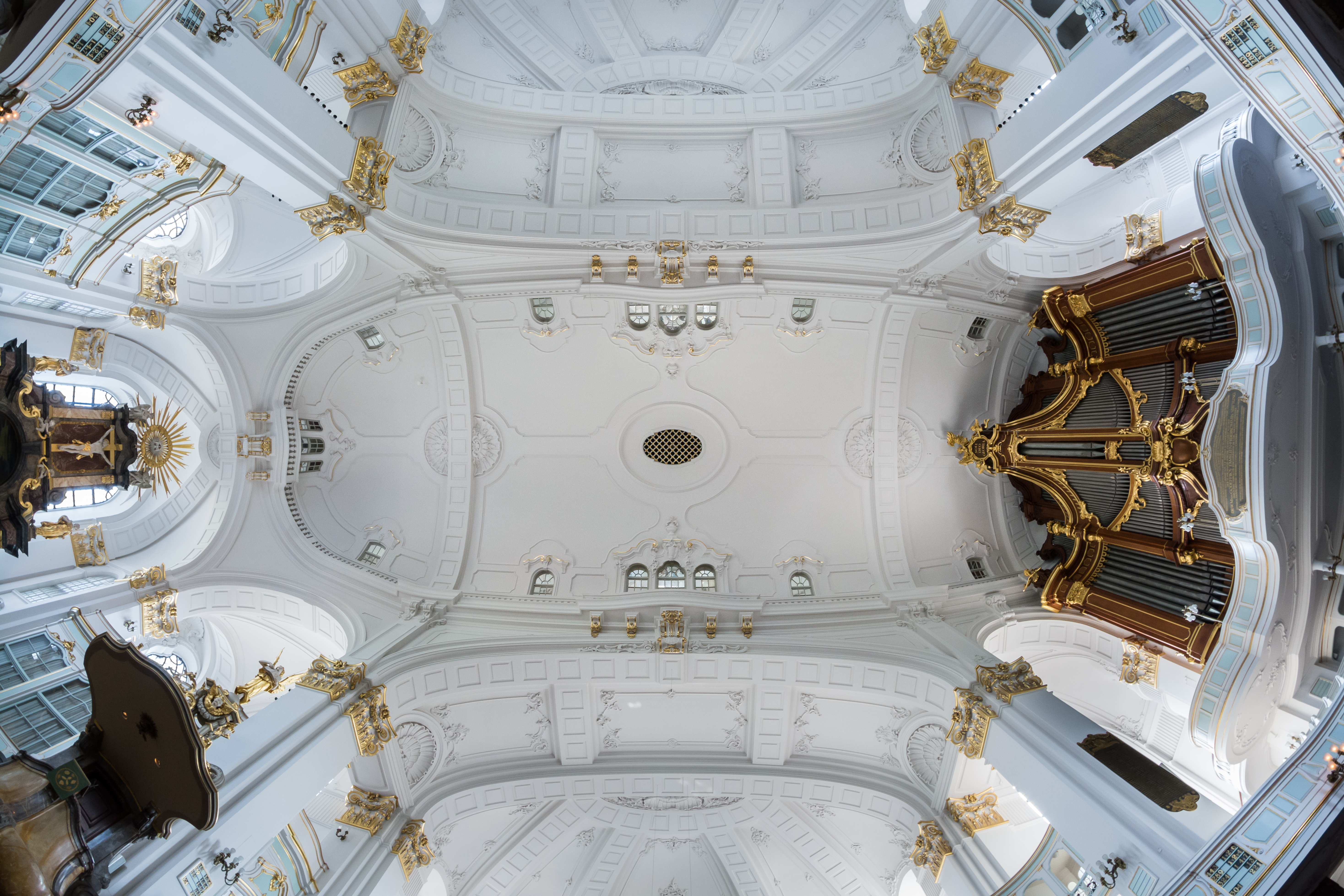
Sklepienie
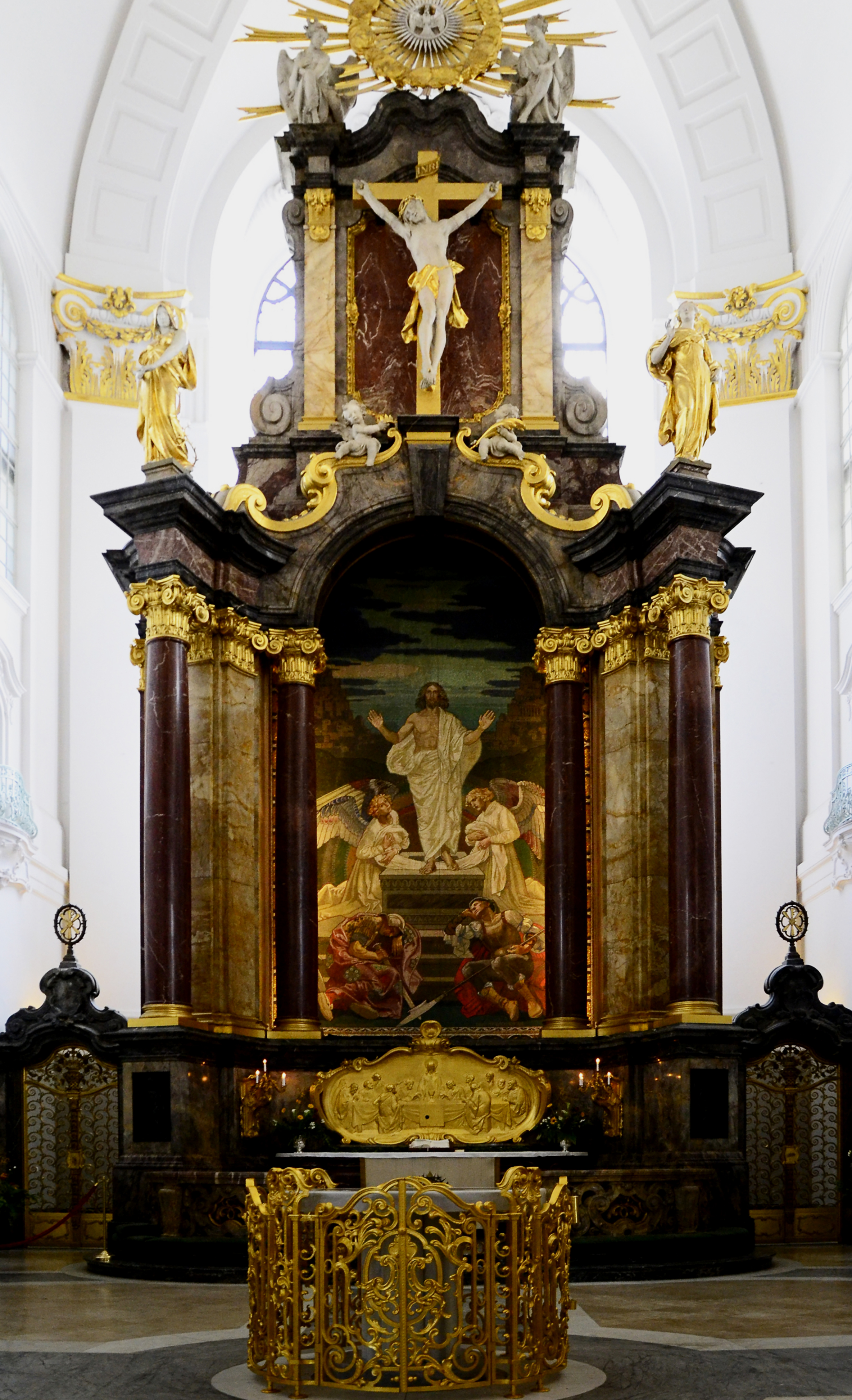
Ołtarz główny
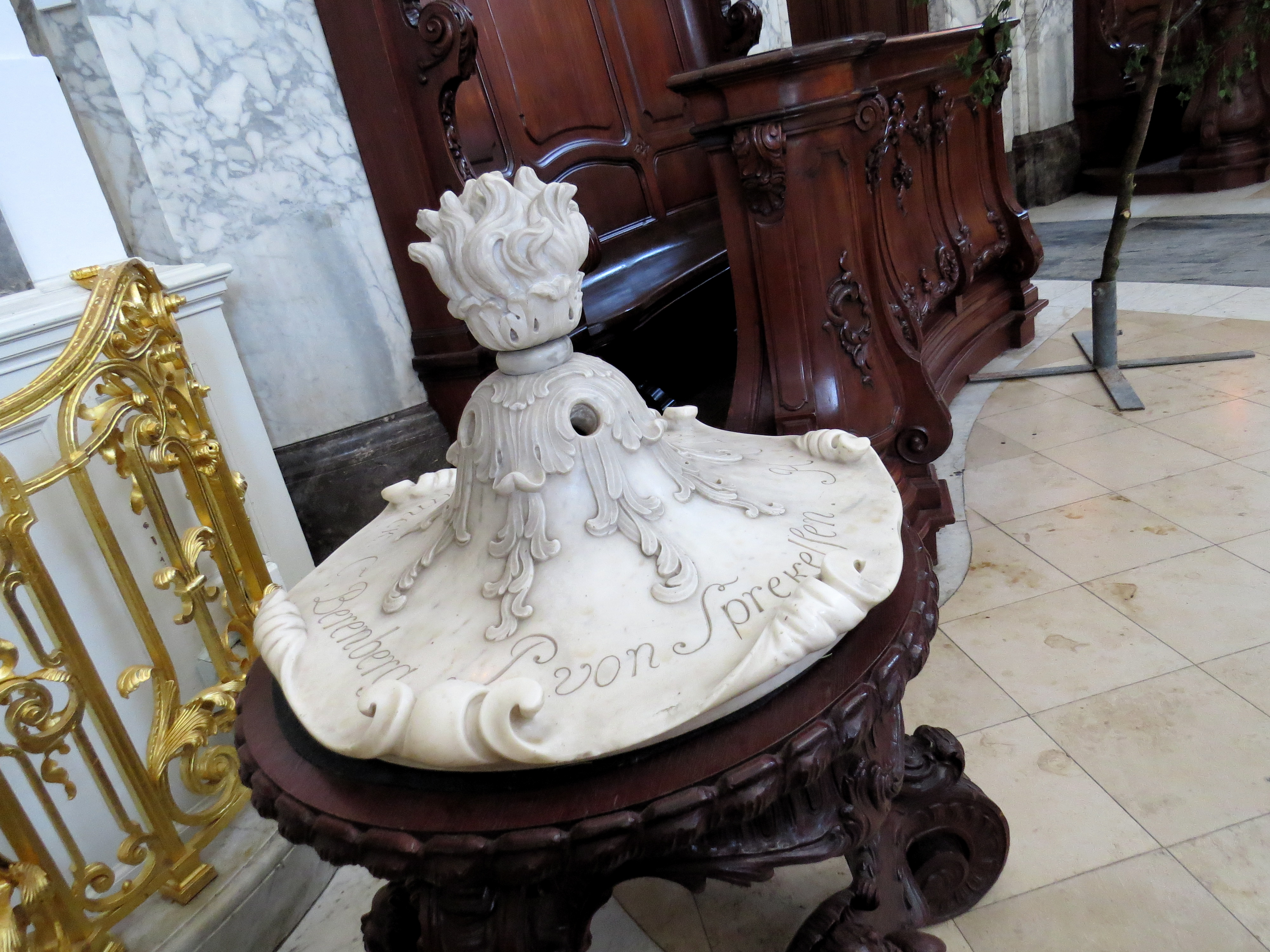
Chrzcielnica
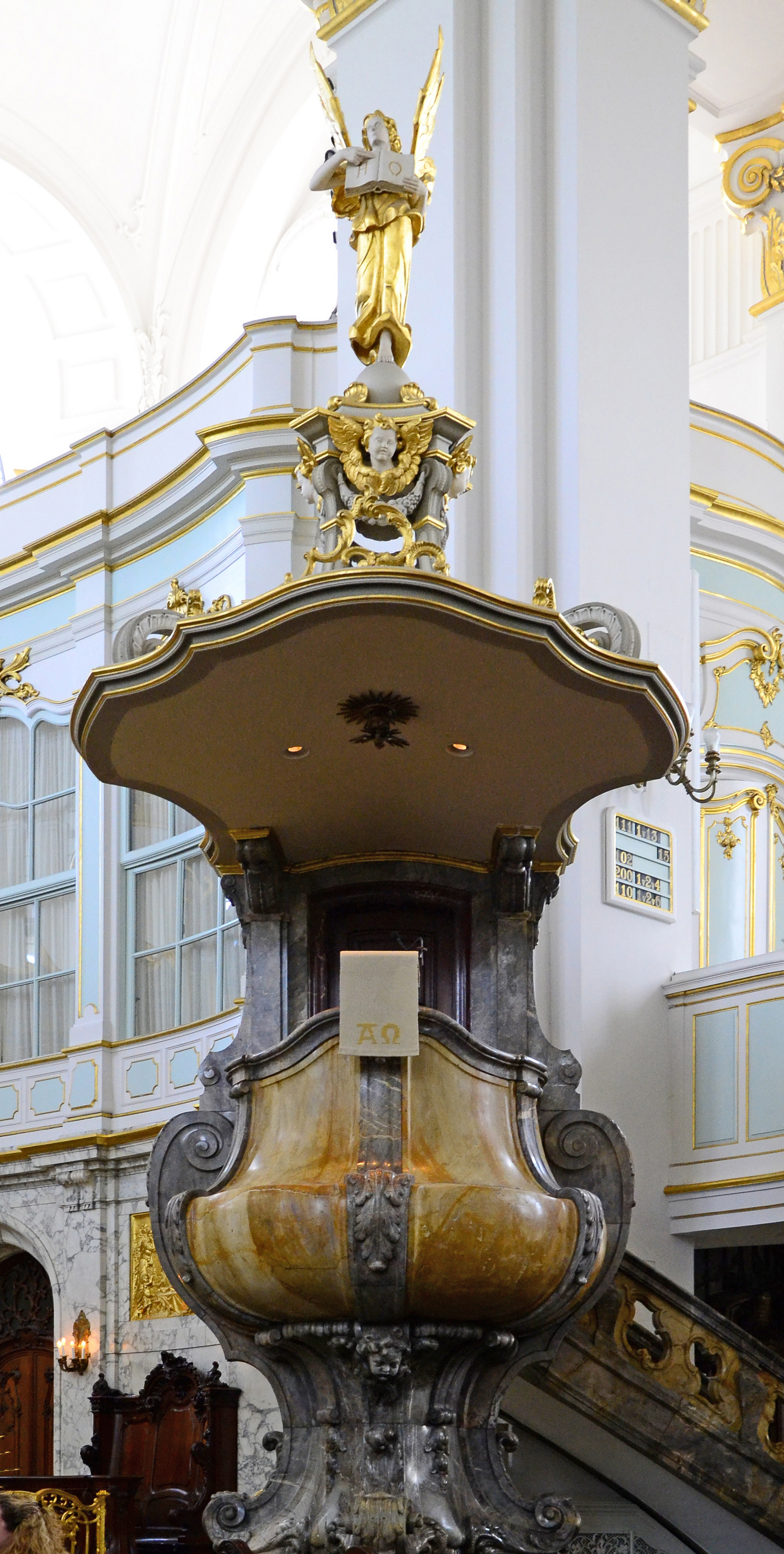
Ambona

### Organy
Kościół św. Michała ma cztery organy: organy główne (Steinmeyera) na emporze zachodniej, mające 86 głosów i 6665 piszczałek oraz fernwerk na emporze bocznej, organy Marcussena na emporze północnej (tzw. koncertowej), tzw. organy bachowskie na południowej, wyższej emporze i małe, romantyczne organy w krypcie.
W 2009 firmy Freiburger Orgelbau, Hartwig und Tilmann Späth i Orgelbau Klais dokonały generalnego przeglądu i konserwacji istniejących organów. Zbudowano nowy fernwerk na poddaszu, nowe organy bachowskie oraz wspólny dla organów głównych, fernwerku i organów koncertowych, 5-manuałowy, centralny stół gry, ulokowany na emporze koncertowej, będący idealnym rozwiązaniem dla symfonicznej muzyki organowej.
Zamysł połączenia wymienionych organów w jeden instrument, mający łącznie 145 głosów, sprawił, iż muzyka rozbrzmiewająca we wnętrzu kościoła św. Michała będzie mogła dostarczyć wspaniałych przeżyć jej odbiorcom.
W 2010 zbudowano nowe organy tzw. bachowskie, na emporze południowej.

### Krypta

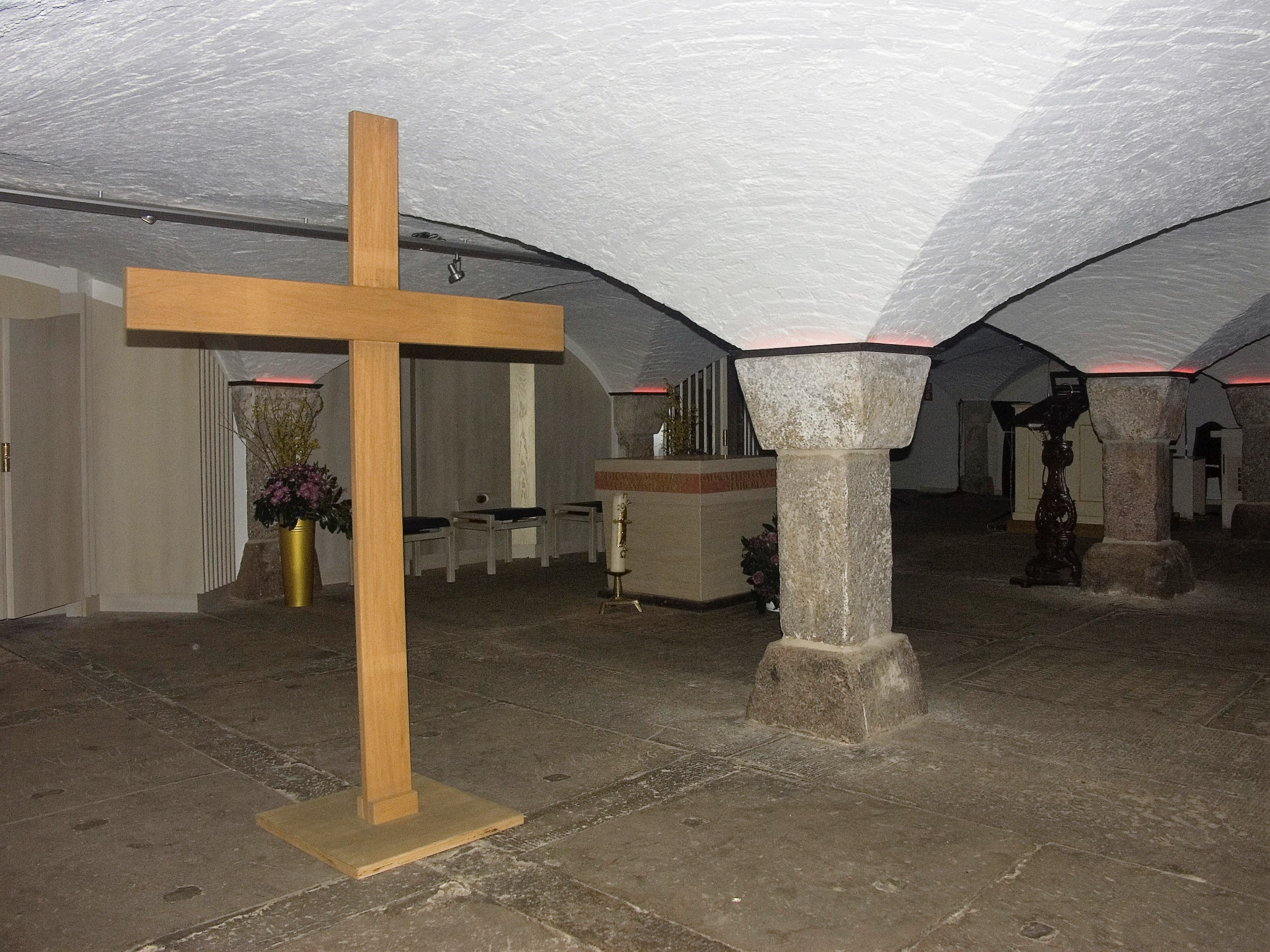
Krypta kościoła św. Michała

Krypta znajduje się pod całą posadzką kościoła, na obrysie jego przyziemia. Jest to niska, sklepiona, skąpo oświetlona hala wymiarach 44 × 42 m z potężnymi, granitowymi filarami wspierającymi posadzkę kościoła.
W krypcie znajdują się grobowce Ernsta Georga Sonnina, Johanna Matthesona i Carla Philippa Emanuela Bacha, który w 1768 objął po swym ojcu chrzestnym, Georgu Philippie Telemannie, stanowisko kapelmistrza kościelnego w tutejszym kościele.
Jest tu również urządzona stała ekspozycja, tzw. „Michaelitica”, obrazująca dzieje kościoła, ilustrowane jego miniaturowymi modelami.
W krypcie sprawowane są nabożeństwa, organizuje się tu również koncerty.

## Muzyka w kościele św. Michała
Pieczę nad muzyką kościelną w kościele św. Michała sprawowali do 1822 kantorzy szkoły Johanneum, wśród Georg Philipp Telemann i Carl Philipp Emanuel Bach. Ten ostatni napisał w 1786 muzykę okolicznościową na uroczystość zakończenia budowy wieży kościelnej. 30 czerwca 1785 Abt Vogeler dał w kościele pierwszy koncert organowy. Zebrał on rzęsiste oklaski za swą wirtuozowską grę, choć z drugiej strony obawiano się, że potężne dźwięki, które wydobywał z organów, mogły uszkodzić instrument. W późniejszym okresie w kościele były wystawiane oratoria. Szczególną uwagę wywołało wystawienie oratoriów: Stworzenie Świata Josepha Haydna w 1814 oraz Mesjasza Georga Friedricha Händla 5 lipca 1841 w ramach Norddeutschen Musikfest. Od 1861 Cäcilien-Verein, a od 1864 również Singakademie regularnie urządzały koncerty w kościele. Po odbudowie kościoła w 1906 do 1932 odpowiedzialnymi za muzykę kościelną byli: Alfred Sittard, a po nim dyrektor muzyki kościelnej Friedrich Brinkmann. Ten ostatni po drugiej wojnie światowej odbudował chór chłopięcy i założył chór młodzieżowy. Oba chóry uczestniczą regularnie w nabożeństwach; dają również koncerty w innych kościołach i miejscach publicznych. Chór młodzieżowy wystąpił też w rozgłośni radiowej Norddeutschen Rundfunk. Oba chóry dały koncerty w Szwecji, a zebrane tam datki przyczyniły się do odbudowy kościoła ze zniszczeń wojennych. Po ponownej konsekracji kościoła w 1952 już w roku następnym wystawiono w nim Pasję według św. Mateusza Johanna Sebastiana Bacha. Zapoczątkowało to regularne wystawianie oratoriów w kościele. Od 1974 organizacją koncertów w kościele zajmowali się: Günter Jena, który szczególną wagę przykładał on do prezentowania twórczości Johanna Sebastiana Bacha, oraz Gerhard Dickel, który zainicjował m.in. codzienne tzw. medytacje organowe oraz organizował wykonywanie muzyki sakralnej podczas nabożeństw: mszy, kantat, motetów. Od 1998 dyrektorem muzyki kościelnej i kierownikiem chóru jest kantor Christoph Schoener (ur. 1953), natomiast za muzykę organową odpowiada od 2001 Manuel Gera (ur. 1963)).
Ponadto od ponad 250 lat z wieży kościelnej grany jest hejnał: codziennie o godz. 10:00 i 21:00, a w niedziele o 12:00.

### Chór kościoła św. Michała
Chór kościelny tworzy od 1998 ok. 90 śpiewaków i śpiewaczek pod kierownictwem Christopha Schoenera, dyrektora muzyki kościelnej, podtrzymującego w tym względzie tradycję swych poprzedników. Repertuar chóru tworzą wielkie dzieła Johanna Sebastiana Bacha: obie wielkie Pasje (wspomniana już Pasja według św. Mateusza oraz Pasja według św. Jana, Wielka msza h-moll, Oratorium na Boże Narodzenie, również wspomniany wyżej Mesjasz Händla, oratorium Eliasz i II Symfonia Lobgesang Felixa Mendelssohna, Chichester Psalms Leonarda Bernsteina, oratorium Golgotha Franka Martina, jak również Requiem Mozarta, Requiem Verdiego i Niemieckie Requiem Brahmsa. Chórowi towarzyszy orkiestra św. Michała (Orchester St. Michaelis), składająca się z członków Philharmonische Staatsorchester i NDR-Sinfonieorchester lub z członków Johann-Christian-Bach-Akademie pod kierunkiem dyrygent Ingeborg Scheerer z udziałem solistów (m.in. Christiane Oelze, Emma Kirkby, Elisabeth Graf, Bogna Bartosz, Ingeborg Danz, Christoph Prégardien). Wszystkie koncerty, które daje chór, cieszą się dużą frekwencją.